# Ernst Willner
Ernst Willner (* 14. April 1926 in Wien; † 26. Mai 1983 in Klagenfurt) war ein österreichischer Journalist.

## Leben
Ernst Willner war ORF-Intendant beim ORF-Landesstudio Burgenland (1970–1971) und beim ORF-Landesstudio Kärnten (1978–1983). Er begründete 1977 mit Humbert Fink und Marcel Reich-Ranicki den Ingeborg-Bachmann-Preis.
Er wurde auf dem Friedhof zu Maria Saal begraben.

## Auszeichnungen
- 1983: Nach Ernst Willner wurde der Ernst-Willner-Preis für Literatur benannt.